# Joonas Rinne
Joonas Juhani Rinne (* 20. Mai 1995 in Karstula) ist ein finnischer Leichtathlet, der sich auf den Mittelstreckenlauf spezialisiert hat.

## Sportliche Laufbahn
Erste internationale Erfahrungen sammelte Joonas Rinne im Jahr 2011, als er beim Europäischen Olympischen Jugendfestival in Trabzon im 800-Meter-Lauf mit 1:53,93 min in der ersten Runde ausschied. 2019 nahm er im 1500-Meter-Lauf an der Sommer-Universiade in Neapel teil und gewann dort in 3:54,02 min die Bronzemedaille hinter dem Polen Michał Rozmys und Jan Friš aus Tschechien. 2021 schied er bei den Halleneuropameisterschaften in Toruń trotz neuer Bestleistung von 3:41,40 min im Vorlauf aus. Im September siegte er dann in 3:43,03 min bei den Trond Mohn Games in Bergen über 1500 m. Im Jahr darauf kam er bei den Europameisterschaften in München mit 1:48,03 min nicht über die Vorrunde über 800 Meter hinaus und im Dezember wurde er bei den Crosslauf-Europameisterschaften in Turin nach 18:24 min Zwölfter in der Mixed-Staffel. 2023 schied er bei den Halleneuropameisterschaften in Istanbul mit 1:47,96 min im Halbfinale aus. Im Juni wurde er bei der 1. Liga der Team-Europameisterschaft im Rahmen der Europaspiele in Chorzów in 1:48,43 min Achter und im August schied er bei den Weltmeisterschaften in Budapest mit 1:45,93 min und 3:47,16 min jeweils in der ersten Runde über 800 und 1500 Meter aus. 2025 verpasste er bei den Halleneuropameisterschaften in Apeldoorn mit 3:48,68 min den Finaleinzug über 1500 Meter.
In den Jahren 2017 und 2019 sowie 2020, 2021, 2023 und 2024 wurde Rinne finnischer Meister im 1500-Meter-Lauf im Freien sowie 2017 und 2018 und von 2021 bis 2023 und 2025 auch in der Halle. Zudem wurde er 2020, 2023 und 2024 Landesmeister über 800 Meter im Freien und von 2020 bis 2023 und 2025 in der Halle.

## Persönliche Bestzeiten
- 800 Meter: 1:45,88 min, 13. Juni 2023 in Turku
  - 800 Meter (Halle): 1:47,96 min, 4. März 2023 in Istanbul
- 1500 Meter: 3:35,20 min, 18. Juni 2024 in Turku (finnischer Rekord)
  - 1500 Meter (Halle): 3:39,91 min, 9. Februar 2025 in Espoo
- 2000 Meter: 5:03,67 min, 25. Juli 2024 in Sipoo